# NGC 1777
NGC 1777 (również ESO 33-SC1) – gromada otwarta, znajdująca się w gwiazdozbiorze Góry Stołowej. Należy do Wielkiego Obłoku Magellana. Odkrył ją John Herschel 11 listopada 1836 roku.